# 별하늘의 메모리아
《별하늘의 메모리아》(星空のメモリア, 호시조라-노-메모리아 또는 호시메모)는 Favorite의 2009년 작 어덜트 게임이다. Favorite이 개발한 다섯 번째 비주얼 노벨이다. 게임이 출시되기 전인 2009년 2월 27일에 프롤로그 체험판이 공개되었고, 게임의 일반판은 2009년 3월 27일에 출시되었다. 두 개의 추가 루트를 포함한 팬디스크 《별하늘의 메모리아 -이터널 하트-》는 2010년 1월 29일에 출시되었다. 일반판과 팬디스크는 2010년 11월 26일에 출시된 《별하늘의 메모리아 컴플리트》로 함께 판매되었다. 세카이 프로젝트는 2016년 2월 14일 게임의 영어 현지화를 발표했고, 2017년 12월 18일 스팀에 출시되었다. 세카이 프로젝트의 《이터널 하트》 번역판은 2022년 11월 18일 스팀에 출시되었다.

## 줄거리

### 본편
어머니가 병으로 돌아가신 후, 고등학생인 코가사카 요우와 그의 여동생 치나미는 이모인 시노와 살기 위해 어린 시절 살던 히바리가사키로 돌아온다. 그들의 귀환은 요우가 어린 시절 하얀 머리 소녀와 함께 전망대에서 저녁 시간을 보냈던 기억을 떠올리게 한다. 요우가 이사 가는 것에 속상해하던 소녀는 언젠가 돌아와 자신과 결혼해달라고 약속했다. 몇 년 후 히바리가사키로 돌아온 요우는 이제 울타리가 쳐진 전망대를 찾아냈고, 그곳에서 7년 전 자신의 어린 시절 친구와 똑같이 생긴 신비한 소녀를 만난다. 그녀는 자신을 메어라고 소개하며 요우가 오랫동안 기다려왔다고 말한다. 요우는 그녀의 특이한 옷차림과 큰 낫을 지적하며 그녀를 시니가미라고 묘사하고, 그녀는 그 이름을 받아들인다. 나중에 요우가 전망대에서 메어를 방문했을 때, 그녀는 그에게 눈을 감으라고 말한 후 낫으로 그의 가슴을 찌른다. 피가 나거나 상처를 입지는 않지만, 요우는 어린 시절 친구의 이름을 잊어버리고, 메어는 그에게 그녀가 그의 악몽을 "수확"했다고 알려준다.
한편, 학교로 돌아온 요우는 천문부(텐쿠루)에 가입하게 된다. 천문부는 새로운 부원이 절실하게 필요했고, 공식 동아리에서 취미 동아리로 강등된 상태였다. 부원으로는 지역 카페 주인의 딸인 미나호시 아스호, 학생회 임원인 히사카키 코모모의 여동생인 히사카키 코사메, 그리고 부장인 오카이즈미 하루토가 있으며, 3학년인 스와 세츠나는 동아리 모임에 거의 오지 않는다. 세츠나는 알 수 없는 이유로 메어가 나타나는 전망대를 조사하고 있는 것으로 암시된다. 천문부는 결국 요우의 이웃인 아오이 이스즈를 영입하는데, 이스즈가 남쪽 별자리를 좋아하기 때문에 수제 천문관에서 남쪽 밤하늘을 재현하여 영입에 성공하고, 그 결과 공식 동아리로 승격된다.
어느 날 저녁 전망대에서 요우, 치나미, 메어는 보이지 않는 인물에게 공격을 받는다. 이 인물은 세츠나로 암시된다. 치나미는 의식을 잃지만 회복되고, 이후 공격자는 요우에게 문자를 보내 전망대에서 만나자고 한다. 공격자는 코사메로 밝혀지는데, 그녀의 의도는 "환상의 꿈"이라고 묘사하는 메어를 제거하는 것이었다. 그러나 그녀가 성공하기 전에 코모모가 개입하고, 코사메는 나중에 자신의 행동에 대해 사과하며, 요우는 그녀를 용서한다.
《별하늘의 메모리아》는 플레이어의 선택에 따라 7가지 다른 결말을 제공하며, 모든 결말은 코사메의 공격 이후에 시작된다.

### 캐릭터 개별 엔딩
아스호 루트에서 아스호는 요우에게 사랑을 고백하지만, 두 사람이 사귀기 시작하면서 그녀는 요우가 자신의 기억 속에 있는 전망대의 소녀를 자신보다 더 사랑할까 봐 두려워한다. 어린 시절 요우를 알고 지내던 아스호는 요우가 유메라는 전망대 소녀와 재회하기를 바라는 내용을 담은 칠석 카드를 소중히 간직하고 있었다. 요우는 아스호를 더 사랑한다는 것을 증명하기 위해 메어에게 카드를 파괴하여 아스호의 악몽을 거두게 한다.
코모모 루트에서는 코사메가 사실 인간이 아니라 메어와 비슷한 환상의 꿈이라는 것이 밝혀진다. 코사메는 어린 시절 전망대에서 사고로 사망했고(전망대가 울타리 쳐진 이유를 설명), 비탄에 잠긴 코모모는 무녀로서의 힘을 사용하여 신사의 신성한 물건인 운석을 숙주로 삼아 그녀에게 환상의 꿈으로서 새로운 형태를 부여한다. 코사메는 스와를 보호하기 위해 메어를 공격했으며, 나아가 코사메 자신을 제거하기 위해 스와가 히바리가사키로 파견되도록 요청한 것이 밝혀진다. 그러나 코사메를 아끼게 된 스와는 결국 자신의 임무를 수행하기를 거부한다. 코사메는 메어에게 낫으로 자신을 돌려보내 달라고 요청하지만, 요우와 코모모가 개입한다. 코모모는 대신 메어에게 자신의 악몽을 거두어 달라고 요청하고, 이는 코사메의 덧없는 본질로 밝혀진다. 그 결과, 그녀는 인간의 모습을 유지할 수 있게 된다.
코사메 루트에서는 보름달 빛 아래에서는 물리적인 형태를 유지할 수 없다는 것이 밝혀진다. 요우가 이를 알게 되자, 코사메는 자신의 비현실적인 본질에 대해 슬픔을 표현하고 함께할 수 없다고 설명하지만, 요우는 이를 받아들일 수 없어 코사메의 물리적인 형태를 되돌릴 수 있게 된다. 그러나 코사메는 여전히 자신이 언제든지 사라질 운명인 유령일 뿐이라는 사실을 받아들일 수 없어 결국 메어에게 자신을 제거해 달라고 요청한다. 그러나 메어는 그녀를 비난하며 그녀가 떠나면 요우가 비통해할 것이라고 지적한다. 이를 증명하기 위해 메어는 코사메에게 사라지라고 지시한 다음, 요우에게 그녀가 "돌아왔다"고 말한다. 메어의 속임수를 간파한 요우는 그녀의 낫을 빌려 자신의 손목을 긋고, 몽환병 상태에 빠져 코사메를 인지할 수 있게 된다. 코사메는 눈물 흘리며 요우의 사랑을 깨닫고 머물기로 결정한다. 요우는 나중에 병원으로 옮겨지는데, 그 동안 그는 어머니인 카스미의 환영을 보고, 카스미는 더 이상 그를 지켜볼 필요가 없다고 말한다.
이스즈 루트에서 요우는 이스즈가 사실 오스트레일리아에서 자랐지만, 여동생 스즈하의 허약한 건강 때문에 부모님과 함께 히바리가사키로 이사 왔다는 것을 알게 된다. 어린 시절 살던 집을 떠나 상심한 이스즈는 남쪽 밤하늘의 천문관 쇼를 보기 위해 히바리가사키 과학 센터를 방문하기 시작했다. 과학 센터가 문을 닫은 후, 센터장은 이스즈에게 오래된 망원경과 히바리 고등학교 옥상 열쇠를 선물하여 계속 별을 볼 수 있도록 했다. 어느 날 밤 치나미와 스즈하와 함께 별을 보던 중, 이스즈와 요우는 메어의 방문을 받는데, 메어는 이스즈의 "악몽"을 인식하고 낫으로 그것을 거두어 망원경이 치나미의 품에서 산산조각 나게 한다. 이스즈는 망원경을 부쉈다고 치나미를 비난하며 말을 끊고, 그 결과 요우도 이스즈에게서 멀어지는 것처럼 보인다. 그러나 치나미와 요우는 나중에 수리된 망원경을 이스즈에게 돌려주며, 그들이 우정을 회복하기 위해 함께 망원경을 고쳤다고 밝힌다. 이스즈는 치나미를 용서하고 요우와도 화해한다. 몇 년 후, 요우는 이스즈를 에이어스 록으로 데려가 다시 한번 남쪽 밤하늘을 보게 한다.
치나미 루트에서 치나미와 요우는 치나미가 소속된 오컬트 동아리의 회장인 친구 아스카 미라이와 함께 히바리 고등학교에서 위층에서 음악을 연주하는 유령에 대한 보고서를 조사하기 위해 잠복한다. 어느 날 밤 혼자 조사하던 중, 치나미와 요우는 신비한 음악 소리가 치나미의 돌아가신 아버지 치히로가 작곡한 노래라는 것을 알아챈다. 플레이어는 그 음악이 요우의 아버지 타이가가 비밀리에 수리하고 있는 오르골에서 나오는 것이며, 타이가는 치나미를 지켜봐달라고 부탁한 성신(별의 신) 렌과 함께 수리하고 있었다는 것을 알게 된다. 과거에 카스미와 치히로는 연인이었지만, 치히로의 건강 문제 때문에 렌에게 카스미의 자신에 대한 기억을 지워달라고 부탁했다는 것이 밝혀진다. 카스미는 그 후 타이거와 결혼하여 요우를 낳았지만, 렌의 행동을 알게 된 타이거는 죄책감에 카스미와 이혼했고, 카스미는 치히로에게 돌아가 치나미를 낳았다. 치히로는 나중에 병으로 사망했고, 카스미는 히바리가사키에서 이사 가게 되었다. 요우와 친밀해지면서 치나미는 자신의 과거와 화해할 수 있게 되고, 두 사람은 나중에 용기를 내어 타이거와 렌에게 자신들을 소개한다.

### 진 엔딩
각 개별 루트를 완료한 후, 신비한 소녀가 다음 플레이에서 요우를 계속해서 만나기 시작한다. 요우는 결국 그녀를 전망대 소녀로 인식하지만, 그녀에게 다가갈 수 없다. 진 루트에서 아스호는 요우에게 고백하지만 요우는 그녀를 거절하고, 그 후 그녀는 요우에게 전망대 소녀의 이름이 유메라는 것을 밝힌다. 요우의 친구들은 함께 전망대 소녀를 찾기 위해 노력한다. 그들의 수색은 세츠나가 히사카키 부모님의 병원에 유메 오토츠라는 이름의 환자가 있다는 것을 밝히면서 끝난다. 요우는 유메를 방문하기 시작하는데, 처음에는 어린 시절 자신을 기억하지 못하는 척한다. 두 사람은 나중에 아스호, 코사메, 코모모의 도움을 받아 몰래 빠져나가 함께 전망대를 방문하고, 그곳에서 유메는 요우가 수년 동안의 슬픔에 대한 진정한 감정을 표현하게 한다. 그 후 요우와 유메는 계속해서 서로를 만나지만, 결국 유메는 메어에게 자신의 기억을 지워달라고 요청한다. 메어는 응하고, 그 후 사라진다. 몇 년 후, 요우는 전망대를 방문하고 유메를 만나게 되는데, 이는 그가 그들의 역사를 희미하게 기억하게 한다. 요우는 어머니의 영혼과 소통할 수 있게 되고, 어머니는 그에게 유메와 재회하는 것을 도와줄 것이라고 말한다.
게임은 요우와 유메가 처음으로 전망대를 함께 방문한 직후로 되돌아간다. 요우는 메어를 방문하는데, 메어는 옷을 벗음으로써 그를 격려하려고 하지만 요우는 그녀의 접근을 거부한다. 나중에 유메는 병이 악화되기 시작하고 요우에게 마지막 작별 인사를 쓴다. 또한 유메는 치히로의 유령과 소통하고 있었다는 것이 밝혀지는데, 치히로는 그녀의 병 때문에 그녀만이 인지할 수 있었다. 나중에 메어는 요우에게 자신의 낫으로 자신을 거두어 달라고 요청하는데, 그녀는 요우와 유메가 한 소원 때문에 존재하게 되었다. 그들에게 자신의 "빛"을 돌려줌으로써, 요우는 유메가 살아남도록 도울 힘을 얻게 될 것이다. 요우는 마지못해 응하고 메어를 거둔다. 몇 년 후, 메어는 요우와 유메의 딸인 메아로 다시 태어나고, 가족은 히바리가사키의 별이 빛나는 하늘 아래 함께 전망대를 방문한다.

### 비밀 엔딩
메어의 루트는 유메의 루트를 완료한 후에만 잠금 해제된다. 이 루트에서 요우는 유메 루트의 두 번째 시간선에서 메어가 그에게 옷을 벗었을 때 그녀의 감정을 받아들이고, 두 사람은 성관계를 갖는다. 요우는 나중에 메어를 데리고 유메를 방문하는 데이트를 하고, 두 사람은 요우의 집으로 돌아와 가족과 함께 저녁 식사를 즐긴다. 요우는 메어가 낮 동안 자신의 형태를 유지하기 위해 애쓰고 있다는 것을 깨닫고 즉시 그녀를 안아주며 항상 그녀와 함께하겠다고 약속한다. 메어는 요우와 결혼하여 언젠가 그를 자신의 가족에게 소개하기 위해 별을 방문하고 싶다는 소망을 표현한다.

## 게임플레이
《별하늘의 메모리아》는 플레이어가 코가사카 요우의 역할을 맡는 로맨스 비주얼 노벨이다. 게임플레이의 대부분은 이야기의 서술과 대화를 읽는 데 할애된다. 게임 내 텍스트는 캐릭터 스프라이트와 함께 표시되며, 이는 요우가 누구와 이야기하는지를 나타내며 배경 그림 위에 나타난다. 게임 전반에 걸쳐 플레이어는 이야기의 특정 지점에서 CG 아트워크를 만나게 되는데, 이는 배경 그림과 캐릭터 스프라이트를 대체한다. 게임을 한 번 이상 완료하면, 본 CG, 재생된 배경 음악, 그리고 게임의 에로틱 장면을 다시 플레이할 수 있는 "메모리 모드" 갤러리가 게임 앨범에서 사용 가능해진다. 《별하늘의 메모리아》는 여러 개의 엔딩을 가진 분기형 줄거리를 따르며, 플레이어가 게임 중 내리는 결정에 따라 줄거리는 특정 방향으로 진행된다.
플레이어가 경험할 수 있는 7개의 줄거리가 있으며, 각 줄거리는 요우와 소녀 중 한 명과의 로맨스를 중심으로 전개된다. 게임플레이 내내 플레이어는 여러 선택지를 받으며, 선택이 이루어질 때까지 텍스트 진행이 멈춘다. 모든 줄거리를 완전하게 보려면 플레이어는 게임을 여러 번 다시 플레이하고 다른 선택지를 선택하여 줄거리를 다른 방향으로 진행해야 한다. 게임을 처음 플레이할 때는 아스호, 이스즈, 코모모 시나리오만 이용할 수 있다. 치나미 루트에 접근하려면 이스즈 루트를 완료해야 하며, 코사메 루트에 접근하려면 코모모 루트를 완료해야 한다. 유메 루트에 접근하려면 이전의 모든 루트를 완료해야 하며, 메어 루트에 접근하려면 유메 루트를 완료해야 한다.

## 등장인물
- 코가사카 요우 (小河坂 洋, Kogasaka You)

성우: 없음
이 작품의 주인공. 몇 년 동안 도시에 살다가 여동생 치나미와 함께 더 작은 고향인 히바리가사키로 돌아온다. 어린 시절 소녀와 한 약속을 기억하고 지금은 그녀를 찾으려고 노력하고 있다. 그는 천문부에 가입하고 아스호가 사는 '밀키 웨이'라는 식당에서 일자리를 얻는다.
- 미나호시 아스호 (南星 明日歩, Minahoshi Asuho)

성우: 사모토 후우리
히바리 고등학교(히바리코우)에서 항상 학생회와 대립하는 천문부 부부장. 아버지가 운영하는 밀키 웨이에서 메이드 웨이트리스로 일한다. 어린 시절부터 요우에게 감정을 가지고 있었지만, 그에게서 자신의 감정을 숨겨왔다.
- 아오이 이스즈 (蒼 衣鈴, Aoi Isuzu)

성우: 아즈마 카린
코가사카의 이웃이자 히바리 고등학교 1학년생. 수줍고 다소 차가운 성격으로, 처음에는 코가사카 가족을 싫어하지만(심지어 그들에게 살해 협박을 보내기도 한다), 점차 마음을 열고 요우와 치나미와 친구가 된다. 타로 카드와 초자연 현상에 관심이 있다. 원래 오스트레일리아 출신이며, 그녀의 기억 속 남쪽 별하늘을 그리워한다.
- 히사카키 코모모 (姫榊 こもも, Hisakaki Komomo)

성우: 미야자와 유아나
히사카키 쌍둥이 중 언니이자 학생회 소속. 츤데레 성격을 가지고 있으며 알 수 없는 이유로 별을 싫어한다. 처음에는 천문부를 폐지하려고 노력하고, 요우를 학생회에 영입하려고 한다. 종종 아스호와 말다툼을 한다. 그녀는 별의 신(호시가미)을 숭배하는 세이텐구의 무녀이다.
- 히사카키 코사메 (姫榊 こさめ, Hisakaki Kosame)

성우: 쿠스노키 스즈네
히사카키 쌍둥이 중 동생. 침착하고 신비로운 성격을 가지고 있으며, 종종 논쟁에서 무작위로 편을 든다. 언니와 마찬가지로 그녀도 무녀이다.
- 코가사카 치나미 (小河坂 千波, Kogasaka Chinami)

성우: 미나즈키 렌 (위시 어폰 어 슈팅 스타), 후지모리 유키나 (이터널 하트)
요우의 여동생. 자신을 치나미라고 부르며 동시에 3인칭으로 말하는 경향이 있으며, 활기찬 태도를 보인다. 극도로 어린아이 같고 미숙하여 오빠를 미치게 하는 경향이 있다.
- error: {{nihongo}}: Japanese or romaji text required (help)

성우: 안즈 미츠
자신을 시니가미라고 부르며(요우가 붙여준 이름), 사람들의 악몽을 "거두어들인다". 요우를 만난 직후, 그녀는 낫으로 그를 찌르며 그녀와 닮은 전망대 소녀의 이름을 잊게 한다.
- 오토츠 유메 (おとつ ゆめ, Ototsu Yume)

성우: 토노 소요기
요우가 전망대에서 만난 소녀. 병으로 인해 도시에서 치료를 받기 위해 보내졌지만, 몇 년 후 히바리가사키로 돌아왔다.

## 보조 인물
- 스와 세츠나

성우: 이토 후지코
히사카키 자매의 사촌이자 무녀로, 세이텐구의 본점에서 일하며 영혼을 보내기 위해 히바리가사키에 파견되었다.
- 오카이즈미 하루토

성우: 아이자와 파미
3학년 학생이자 천문부 부장. 코모모가 천문부를 폐지하겠다고 위협하거나 신입 부원 모집 시 전단지를 던져버릴 때처럼, 무언가 그를 화나게 하면 "젠장!!!!"이라고 소리치는 경향이 있다. 하루토와는 대조적으로 매우 거칠고 천문학에 관심이 없는 토도라는 이중 인격을 가지고 있다. 하루토는 언젠가 NASA의 천문학자가 되는 것을 목표로 한다.
- 미나호시 소이치로

성우: 엘사 쇼토
아스호의 아버지이자 밀키 웨이의 주인. 그는 이전에 과학회에서 천문학자로 일했으며, 과학회가 문을 닫기 전에는 천문학 동아리 회장이었다.
- 아스카 미라이

성우: 히라이 타츠야
히바리 고등학교 2학년 학생이자 요우의 친구. 오컬트 동아리(오카켄)의 회장이다. 원래 유일한 회원이었으며, 그와 요우는 치나미를 각자의 동아리에 영입하려고 시도했지만, 결국 치나미는 오컬트 동아리에 가입하게 된다.
- 아오이 스즈하

성우: 우사미 미모에
이스즈의 여동생이자 3학년 초등학생. 매우 수줍고 낯선 사람에게 쉽게 겁을 먹는다. 만성 질환으로 인해 학교를 장기간 결석하는 경우가 많다. 그녀의 몸이 오스트레일리아의 가혹한 사막 기후를 견디지 못하여 부모님은 일본으로 돌아올 수밖에 없었다.